# فالستي نوسبوم
فالستي نوسبوم ولدت عام (1944) أستاذة أبحاث متميز للغة الإنجليزية في جامعة كاليفورنيا، لوس أنجلوس.تشمل اهتماماتها البحثية أدب وثقافة القرن الثامن عشر، النظرية النقدية، دراسات النوع الاجتماعي ودراسات ما بعد الاستعمار والناطقين باللغة الإنجليزية. في الماضي قامت بالتدريس في جامعة سيراكيوز وجامعة إنديانا ساوث بيند.
وحصلت على بكالوريوس بمرتبة الشرف من كلية أوستن وعلى ماجستير ودكتوراه من جامعة إنديانا.

## الكتب
- 2010: الملكات المتنافسة: الممثلات والأداء والمسرح البريطاني في القرن الثامن عشر* 2008: (بالاشتراك مع ساري مقدسي) الليالي العربية في سياق تاريخي: بين الشرق والغرب[بحاجة لمصدر]
- 2003: حدود الإنسان: روايات الشذوذ والعرق والجنس في القرن الثامن عشر الطويل
- 2003: (محرر) القرن الثامن عشر العالمي تمثل المقالات الإحدى والعشرون للكتاب «مساهمات في الحقل الجديد» للدراسات العالمية النقدية «في القرن الثامن عشر الطويل».
- 2000: «عيوب»: إحداث الجسد الحديث
- 1995: مناطق المشاغبين: الأمومة والجنس والإمبراطورية في الروايات الإنجليزية في القرن الثامن عشر
- 1989: موضوع السيرة الذاتية: الجنس والأيديولوجيا في إنجلترا في القرن الثامن عشر
- 1987: (بالاشتراك مع لورا براون) القرن الثامن عشر الجديد: النظرية / السياسة / الأدب الإنجليزي
- 1984: «حافة كل ما نكرهه»: هجاء إنجليزي عن النساء، 1660-1750
- 1976: (محرر) ثلاثة هجاء من القرن السابع عشر

## التكريمات
تشمل الأوسمة الأكاديمية التي حصلت عليها:
- 1991: رفقة مؤسسة جون سيمون غوغنهايم التذكارية
- 1989: شارك في الحصول على جائزة جوتسشالك لأفضل كتاب في مجاله لعام 1989
- رفقة أندرو ميلون في مكتبة هنتنغتون
- رفقة الصندوق الوطني للعلوم الإنسانية

## روابط خارجية
- «مقابلة مع الأستاذة فيليسيتي نوسباوم» بقلم مايكل نيكولسون، زميل ميلون لما بعد الدكتوراه في العلوم الإنسانية في معهد جاكمان للعلوم الإنسانية بجامعة تورنتو، 31 أكتوبر 2016،